# República Curda de Lachin
A República Curda de Lachin (em curdo: Komara kurdî ya Laçînê; Кoмара Кӧрдийа Лачине) foi um Estado não reconhecido de curta duração, declarado por nacionalistas curdos no território do antigo Curdistão Uezd em 1992, durante a Primeira Guerra de Nagorno-Karabakh, e dissolvido no mesmo ano.

## Contexto
Em 1923, o governo da União Soviética criou uma unidade administrativa conhecida como Curdistão Uezd, ou "Curdistão Vermelho", dentro da República Socialista Soviética do Azerbaijão. Consistia nos distritos de Lachin, Qubadli e Zangilan, com sua capital em Lachin. De acordo com o censo de 1926, 73% de sua população era curda e 26% era azerbaijana. O Curdistão Uezd foi brevemente reorganizado no Okrug do Curdistão em 1930 e então dissolvido; depois disso, uma série de deportações de curdos se seguiram.
A partir de 1961, quando a Primeira Guerra Curdo-Iraquiana começou, houve esforços dos deportados para a restauração de seus direitos, liderados por Mehmet Babayev; estes provaram ser inúteis. Mais tarde, durante a era da perestroika na década de 1980, houve um ressurgimento nas aspirações nacionalistas dos curdos soviéticos, levando à formação da organização Yekbûn em 1989, que visava restabelecer a autonomia curda. O governo soviético sob Mikhail Gorbachev tentou cooperar com o Yekbûn para negociar o restabelecimento do Curdistão Vermelho. No entanto, o colapso da União Soviética em 1991, juntamente com a hostilidade da Turquia a este plano, acabou com todas as aspirações por um estado curdo autônomo dentro da União Soviética.

## História
A Primeira Guerra do Nagorno-Karabakh (1988-1994), travada pelos separatistas armênios da nascente República do Nagorno-Karabakh juntamente com a Armênia contra o Azerbaijão, estendeu-se às áreas do antigo Curdistão Vermelho. Os combates fizeram com que mais de 80% da população curda existente fugisse da região.
No entanto, membros de uma nova organização, o "Movimento de Liberdade do Curdistão Caucasiano", liderado por Wekîl Mistefayêv, permaneceram. Mistefayêv, que havia sido exilado para a República Socialista Soviética Uzbeque quando jovem durante as deportações soviéticas, havia retornado para ajudar a organizar os nacionalistas. Depois que as forças armênias capturaram Lachin em maio de 1992, o governo armênio contatou os nacionalistas e os encorajou a proclamar um Estado curdo em Lachin, prometendo assistência militar e dizendo-lhes para reunir a população curda de toda a antiga URSS. Babayev opôs-se fortemente a este plano, argumentando que os armênios não eram confiáveis e que só queriam usar os curdos contra os azerbaijanos.

### Independência
O Movimento de Liberdade do Curdistão Caucasiano se reuniu em Lachin e declarou o estabelecimento da República Curda de Lachin em 20 de maio de 1992, hasteando a bandeira curda na cidade. A atmosfera desta cerimônia foi comparada à de uma festa de casamento. Cerca de 70 intelectuais e jovens curdos estavam presentes, juntamente com alguns observadores armênios; cerca de 20 dos jovens estavam armados. Eles chegaram a Lachin em ônibus fornecidos pelo governo municipal de Yerevan. Durante a cerimônia de proclamação, Mistefayêv foi declarado primeiro-ministro e anunciou alguns membros de seu gabinete: Sheref e Eshir como vice-primeiro-ministro; Karlan e Chachani como Ministro da Cultura e Emerike Serdar como Ministro da Informação. Os distritos de Lachin, Jabrayil, Kalbajar, Qubadli e Zangilan ficaram todos sob a administração da república.
No final do mês, no entanto, Mistefayêv previu a queda da república e declarou ao Özgür Gündem que a Armênia não havia enviado nenhuma ajuda ou armas e que o plano de trazer curdos de outras partes da antiga URSS havia fracassado. No entanto, o primeiro congresso da república foi realizado em 9 de junho, resultando na eleição de Mistefayêv como presidente.
A posição da Armênia em relação às ações dos nacionalistas foi inicialmente favorável. A proclamação da república, aos olhos das autoridades armênias, poderia ser usada como vantagem contra o Azerbaijão, mostrando que os curdos e os armênios estavam unidos para lutar contra o Azerbaijão. Além disso, presumia-se que a República Curda de Lachin estaria efetivamente sob a suserania da Armênia e sua existência não afetaria o corredor que conecta a Armênia com Nagorno-Karabakh propriamente dito. O governo da Rússia também deu seu apoio à república nascente; em junho de 1992, Mistefayêv viajou para Moscou para se encontrar com o Ministério das Relações Exteriores da Rússia. Em uma entrevista de 2014 com Rudaw, Mistefayêv alegou que após a reunião com os russos, o Azerbaijão tentou suborná-lo para dissolver a república, mas ele recusou.
Para grande desgosto do Azerbaijão, a Armênia continuou a apoiar a República Curda de Lachin ao longo de 1992. A mídia azerbaijana condenou rotineiramente o que foi visto como um esforço conjunto curdo-armênio para desestabilizar o Azerbaijão. O vice-presidente da organização "Movimento de Libertação Curdo", Alikhane Mame, disse que o destino dos curdos dependia de uma vitória armênia na guerra, e suas alegações foram repetidas na mídia armênia, enfurecendo o Azerbaijão.
Mistefayêv também participou de uma conferência do PKK sobre a luta curda na Turquia no verão de 1992; depois disso, ele nomeou Ishhan Aslan, um curdo da Armênia, como o "comandante militar desta nova república".
Mistefayêv também disse que teve contato com Abdullah Öcalan durante esse período. Mistefayêv criticou Öcalan por seus esforços para estabelecer um Curdistão independente na Síria, já que o governo de Hafez al-Assad nunca deixaria isso se concretizar. Em vez disso, convidou Öcalan para vir à República Curda de Lachin e ser seu presidente, dizendo que a república era uma terra livre e segura para os curdos sob proteção armênia.

### Dissolução
No final de 1992, no entanto, as autoridades armênias começaram a se voltar contra Mistefayêv e seus companheiros nacionalistas, percebendo que permitir a existência de uma república curda na região conflitava com a narrativa de que todo Karabakh sempre foi etnicamente armênio, enfraquecendo, portanto, todo o argumento para a guerra.
Além da crescente hostilidade da Armênia, o outro problema principal para a República Curda de Lachin era que a vasta maioria da população curda da região havia fugido devido à guerra. Estava se tornando cada vez mais claro que prolongar a existência da república não era mais viável, e ela entrou em colapso, marcando o fim definitivo do nacionalismo curdo na região. A República de Nagorno-Karabakh posteriormente assumiu o controle total sobre Lachin e a área geral reivindicada pelos curdos. Os curdos restantes da região partiram para o Azerbaijão.

## Nota
- Este artigo foi inicialmente traduzido, total ou parcialmente, do artigo da Wikipédia em inglês cujo título é «Kurdish Republic of Lachin».